# Historia pewnej miłości (film)
Historia pewnej miłości – czarno-biały polski film fabularny w reżyserii Wojciecha Wiszniewskiego z 1974 roku. Film zaliczany do tzw. półkowników, którego wyświetlanie zostało opóźnione przez cenzurę PRL-u. Komedia obyczajowa zrealizowana została w 1974 roku, ale telewizyjną premierę miała dopiero w 1981 roku.

## Opis fabuły
Edek Wieczorek (Andrzej Mellin) jest młodym prostym robotnikiem, który marzy o rodzinie i własnym domu. Pewnego dnia dostaje od rady zakładowej przydział na mieszkanie, ale pod warunkiem, że się ożeni. Poznaje urzędniczkę Halinę (Małgorzata Pritulak) i postanawia się z nią ożenić. Jednak małżeństwo Edka i Haliny nie układa się. Żona opuszcza go, a nim opiekuje się jej siostra, Wacia.

## Obsada aktorska
- Andrzej Mellin – Edek Wieczorek
- Małgorzata Pritulak – Halina Mączka, żona Edka
- Wanda Łuczycka – matka Haliny
- Henryk Hunko – ojciec Haliny
- Elżbieta Gorzycka – Wacia, siostra Haliny
- Ewa Ziętek –  Lidka z Pabianic
- Alicja Sobieraj – matka Edka
- Jan Himilsbach – majster Edka
- Kazimierz Krzaczkowski – kolega Edka
- Józef Łodyński – członek rady zakładowej
- Regina Regulska – dziewczyna na prywatce
- Ryszard Wachowski – członek rady zakładowej
- Ewa Zdzieszyńska – członkini rady zakładowej